# ハウリアン・パイバ
ハウリアン・パイバ（Raulian Paiva、1995年10月17日 - ）は、ブラジルの男性総合格闘家。アマパー州サンタナ出身。チーム・アルファメール/ロニウド・ノーブル・柔道クラブ所属。

## 来歴

### 総合格闘技
2013年、プロ総合格闘技デビュー。ローカル団体で18戦17勝の戦績を残す。
2018年8月11日、Dana White's Contender Series Brazil 3でアラン・ナシメントと対戦し、2-1の判定勝ち。この勝利により、UFCとの契約権を獲得した。

#### UFC
2019年2月10日、UFC初参戦となったUFC 234でカイ・カラ＝フランスと対戦し、1-2の判定負け。
2019年8月10日、UFC Fight Night: Shevchenko vs. Carmouche 2でフライ級ランキング8位のホジェリオ・ボントリンと対戦し、ドクターストップで1RTKO負け。
2020年2月15日、UFC Fight Night: Anderson vs. Błachowicz 2でフライ級ランキング13位のマーク・デ・ラ・ロサと対戦し、右ストレートで2RKO勝ち。
2021年7月24日、バンタム級転向初戦となったUFC on ESPN: Sandhagen vs. Dillashawでバンタム級ランキング14位のカイラー・フィリップスと対戦し、2-0の判定勝ち。ファイト・オブ・ザ・ナイトを受賞した。
2021年12月11日、UFC 269でショーン・オマリーと対戦し、右フックでダウンを奪われ追撃のスタンドパンチ連打で1RTKO負け。
2023年1月18日、UFCからリリースされた。

## 人物・エピソード
- 2018年10月21日、パイバとガールフレンドのティエリ・アウベスがパーティーからオートバイで帰宅していた所、赤信号で停車中に、パーティーで嫌がらせを受け口論になった男2人から故意に車で衝突され、パイバは軽傷で済んだが、ティエリは頭部に重傷を負って亡くなった。故意にパイバたちを轢いた犯人2人は警察に逮捕されたが[3]、パイバはショックで引退も考え、それ以降ティエリを偲んでティリエの名前が入ったマウスピースで試合に出場している[4]。
- 2022年12月、パイバたちを轢いた車の助手席に乗っていた共犯の男に懲役16年4か月が宣告された[5]。車を運転していた主犯の男は裁判中。

## 戦績
| 総合格闘技 戦績 | 総合格闘技 戦績 | 総合格闘技 戦績 | 総合格闘技 戦績 | 総合格闘技 戦績 | 総合格闘技 戦績 | 総合格闘技 戦績 |
| --------------- | --------------- | --------------- | --------------- | --------------- | --------------- | --------------- |
| 26 試合         | (T)KO           | 一本            | 判定            | その他          | 引き分け        | 無効試合        |
| 21 勝           | 4               | 3               | 14              | 0               | 0               | 0               |
| 5 敗            | 2               | 1               | 2               | 0               | 0               | 0               |

| 勝敗 | 対戦相手                                     | 試合結果                            | 大会名                                                        | 開催年月日     |
| ×    | セルゲイ・モロゾフ                           | 5分3R終了 判定0-3                   | UFC on ESPN 38: Tsarukyan vs. Gamrot                          | 2022年6月25日  |
| ×    | ショーン・オマリー                           | 1R 4:42 TKO（スタンドパンチ連打）   | UFC 269: Oliveira vs. Poirier                                 | 2021年12月11日 |
| ○    | カイラー・フィリップス                       | 5分3R終了 判定2-0                   | UFC on ESPN 27: Sandhagen vs. Dillashaw                       | 2021年7月24日  |
| ○    | ジャルガス・ジュマグロフ                     | 5分3R終了 判定3-0                   | UFC 251: Usman vs. Masvidal                                   | 2020年7月12日  |
| ○    | マーク・デ・ラ・ロサ                         | 2R 4:42 KO（右ストレート→パウンド） | UFC Fight Night: Anderson vs. Błachowicz 2                    | 2020年2月15日  |
| ×    | ホジェリオ・ボントリン                       | 1R 2:56 TKO（ドクターストップ）     | UFC Fight Night: Shevchenko vs. Carmouche 2                   | 2019年8月10日  |
| ×    | カイ・カラ＝フランス                         | 5分3R終了 判定1-2                   | UFC 234: Adesanya vs. Silva                                   | 2019年2月10日  |
| ○    | アラン・ナシメント                           | 5分3R終了 判定2-1                   | Dana White's Contender Series Brazil 3                        | 2018年8月11日  |
| ○    | イリアルディ・サントス                       | 1R 0:58 KO（右ストレート→パウンド） | Salvaterra Marajo Fight 7                                     | 2017年11月30日 |
| ○    | リスラエル・ペレイラ・フィゲイレード         | 1R 4:29 肩固め                      | Pezão Combate: Raulian vs. Miojo                              | 2017年9月30日  |
| ○    | ヘナン・カルロス・ドス・サントス・シウバ     | 2R 2:08 アナコンダチョーク          | Eco Fight Championship 18                                     | 2017年5月6日   |
| ○    | ジェフテ・コスタ・ブリリャンテ               | 5分3R終了 判定3-0                   | W-Combat 21                                                   | 2017年4月15日  |
| ○    | アドリアーノ・ダ・シウバ・サンタナ           | 5分3R終了 判定2-1                   | North Extreme Cagefighting 31                                 | 2016年12月10日 |
| ○    | クリサンジェロ・モラエス                     | 5分3R終了 判定3-0                   | North Extreme Cagefighting 27 【NECバンタム級タイトルマッチ】 | 2016年7月9日   |
| ○    | ホセ・シウバ・ダ・シウバ・ジュニア           | 3R 0:49 TKO（スタンドパンチ連打）   | North Extreme Cagefighting 25                                 | 2016年6月4日   |
| ○    | ホジェリオ・フェレイラ・フルタード           | 5分3R終了 判定3-0                   | North Extreme Cagefighting 23                                 | 2016年2月13日  |
| ○    | クレブソン・フレイタス・アラウージョ         | 1R 1:12 TKO（パンチ連打）           | Iron Man Vale Tudo 29                                         | 2015年12月19日 |
| ○    | フベンシオ・バルボサ・コエーリョ             | 5分3R終了 判定3-0                   | Expo Fight 16                                                 | 2015年11月4日  |
| ○    | ジョナス・ドス・サントス                     | 5分3R終了 判定3-0                   | Expo Fight 16                                                 | 2015年11月4日  |
| ×    | ルアン・ラセルダ                             | 3R 3:50 アナコンダチョーク          | Eco Fight Championship 15                                     | 2015年10月3日  |
| ○    | ジュマイ・アイデン                           | 5分3R終了 判定0-3                   | Kunlun Fight 18                                               | 2015年1月18日  |
| ○    | ルーカス・ベッサ                             | 5分3R終了 判定3-0                   | North Extreme Cagefighting 17                                 | 2015年5月9日   |
| ○    | ジュニオール・デ・ソウザ・バレンテ           | 2R 1:46 キムラロック                | Gladiadores MMA 4: Simão vs. Roberto                          | 2014年12月20日 |
| ○    | アルイシオ・ブルーノ・シウバ・ドス・サントス | 5分3R終了 判定3-0                   | W-Combat 20                                                   | 2014年9月13日  |
| ○    | エルフラヴィオ・ダ・シウバ・フレイタス       | 5分3R終了 判定3-0                   | North Extreme Cagefighting 14                                 | 2014年6月14日  |
| ○    | ヴェレン・フルタード・ドス・サントス         | 5分3R終了 判定3-0                   | W-Combat 19                                                   | 2013年12月21日 |
| ○    | モイゼス・サントス                           | 5分3R終了 判定3-0                   | ExpoFight Amapá                                               | 2013年10月1日  |

## 獲得タイトル
- NECフライ級王座（2016年）

## 表彰
- UFCファイト・オブ・ザ・ナイト（1回）